# Copa del Rey 1981/82
Die Copa del Rey 1981/82 war die 78. Austragung des spanischen Fußballpokals.
Der Wettbewerb startete am 30. August 1981 und endete mit dem Finale am 13. April 1982 im zwei Monate zuvor neu eröffneten Nuevo Estadio Municipal José Zorrilla in Valladolid. Titelverteidiger des Pokalwettbewerbes war der FC Barcelona. Den Titel gewann Real Madrid durch einen 2:1-Erfolg im Finale gegen Sporting Gijón. Damit qualifizierten sich die Madrilenen für den Europapokal der Pokalsieger 1982/83.

## Erste Runde
Die Hinspiele wurden am 30. August sowie am 1., 2., 3., 8., 9. und 11. September, die Rückspiele am 9., 10., 16., 17., 22., 23., 24., 29. und 30. September sowie am 22. Oktober 1981 ausgetragen.
|                          | Gesamt        |                          | Hinspiel | Rückspiel |
| ------------------------ | ------------- | ------------------------ | -------- | --------- |
| Sestao SC                | 1:2           | Athletic Bilbao          | 1:0      | 0:2       |
| Astorga CF               | 4:3           | SD Ponferradina          | 2:1      | 2:2       |
| Racing Santander         | 5:0           | Santoña CF               | 3:0      | 2:0       |
| CF Gandía                | 0:4           | CD Castellón             | 0:1      | 0:3       |
| CD Guardo                | 1:9           | Real Valladolid          | 1:5      | 0:4       |
| FC Cádiz                 | 3:0           | UD Melilla               | 1:0      | 2:0       |
| Real Sporting San José   | 2:11          | UD Las Palmas            | 0:4      | 2:7       |
| CD Ourense               | 4:6           | Celta Vigo               | 2:1      | 2:5       |
| Arenas Club              | 1:3           | FC Barakaldo             | 1:1      | 0:2       |
| SD Erandio Club          | 1:1 7:8 i. E. | CD Aurrerá de Vitoria    | 1:0      | 0:1       |
| CF Reus Deportiu         | 4:5           | FC Barcelona Aficionados | 3:1      | 1:4       |
| UD Puzol                 | 1:9           | Levante UD               | 1:0      | 1:3       |
| CD Leganés               | 2:3           | Castilla CF              | 1:1      | 1:2       |
| AD Alcorcón              | 2:2 4:1 i. E. | CD Getafe                | 2:0      | 0:2       |
| Real Murcia              | 3:2           | Albacete Balompié        | 2:0      | 1:2       |
| Real Valladolid Promesas | 0:7           | UD Salamanca             | 0:2      | 0:5       |
| FC Palencia              | 7:0           | CA Bembibre              | 4:0      | 3:0       |
| Deportivo Xerez          | 1:2           | Recreativo Huelva        | 1:1      | 0:1       |
| CD Antequerano           | 1:2           | Linares CF               | 1:0      | 0:2       |
| CD Teneriffa             | 4:1           | UD Realejos              | 3:1      | 1:0       |
| FC Barcelona Atlètic     | 8:2           | UD Poblense              | 6:1      | 2:1       |
| Arousa SC                | 2:1           | UD Gijón Industrial      | 2:0      | 0:1       |
| SD Eibar                 | 4:0           | Anaitasuna CF            | 1:0      | 3:0       |
| FC Vilafranca            | 2:4           | UE Figueres              | 2:1      | 0:3       |
| CD Denia                 | 4:3           | UD Carcaixent            | 3:1      | 1:2       |
| Torrevieja CF            | 5:4           | Imperial CF              | 4:1      | 1:3       |
| Atlético Sanluqueño      | 2:5           | Sevilla Atlético         | 2:2      | 0:3       |
| CP Cacereño              | 4:2           | CD Béjar Industrial      | 4:0      | 0:2       |
| CD San Andrés            | 6:2           | Toscal CF                | 4:1      | 2:1       |
| Caudal Deportivo         | 1:5           | Sporting Gijón           | 0:3      | 1:2       |
| CA Osasuna               | 5:2           | Endesa Andorra           | 4:1      | 1:1       |
| UE Lleida                | 1:3           | RCD Español              | 1:0      | 0:3       |
| Lorca Deportiva          | 0:3           | Hércules Alicante        | 0:1      | 0:2       |
| Coria CF                 | 3:8           | Betis Sevilla            | 0:2      | 3:6       |
| FC Algeciras             | 3:2           | FC Sevilla               | 1:1      | 2:1       |
| CD Lugo                  | 1:8           | Deportivo La Coruña      | 0:0      | 1:8       |
| SD Compostela            | 5:1           | Vista Alegre SD          | 3:0      | 2:1       |
| CD Lagun Onak            | 2:3           | Deportivo Alavés         | 0:0      | 2:3       |
| San Sebastián CF         | 0:4           | Bilbao Athletic          | 0:0      | 0:4       |
| CD Júpiter               | 2:6           | CE Sabadell              | 1:0      | 1:6       |
| FC Badalona              | 3:4           | Gimnàstic de Tarragona   | 3:3      | 0:1       |
| Rayo Vallecano           | 8:1           | AD Parla                 | 4:1      | 4:0       |
| CD Colonia Moscardó      | 2:4           | Atlético Madrileño       | 2:0      | 0:4       |
| FC Elche                 | 5:0           | Yeclano CF               | 1:0      | 4:0       |
| Cartagena FC             | 3:0           | Caravaca CF              | 2:0      | 1:0       |
| Cultural Leonesa         | 5:4           | FC Burgos                | 3:1      | 2:3       |
| CD Pozoblanco            | 2:3           | FC Córdoba               | 1:0      | 1:3       |
| FC Granada               | 5:1           | Úbeda CF                 | 2:0      | 3:1       |
| Juventud de Torremolinos | 1:3           | CD Málaga                | 0:2      | 1:1       |
| RCD Mallorca             | 7:0           | CD Margaritense          | 6:0      | 1:0       |
| CD Peña Sport            | 2:3           | CD Sangüesa              | 1:1      | 1:2       |
| CD Alcoyano              | 4:6           | Catarroja CF             | 4:2      | 0:4       |
| Real Aranjuez            | 2:3           | CD Manchego              | 1:1      | 1:2       |
| CD Estepona              | 2:4           | CD Martos                | 2:1      | 0:3       |
| UD Lanzarote             | 3:1           | UD Telde                 | 1:0      | 2:1       |
| CE Constància            | 3:4           | CD Murense               | 2:3      | 1:1       |
| CD Binéfar               | [ 2 ]         | CD Mirandés              |          |           |
| CD Aragón                | 3:6           | CD Logroñés              | 3:0      | 0:6       |
| AD Piloñesa              | 3:9           | CD Naval                 | 1:3      | 2:6       |
| Sporting Mahonés         | 1:1 ?:? i. E. | CD Atlético Ciudadela    | 0:1      | 1:0       |
| Gran Peña Celtista       | 4:3           | Alondras CF              | 1:2      | 3:1       |
| Sporting Gijón Atlético  | 2:5           | Real Oviedo              | 1:2      | 1:3       |
| CD Tudelano              | 2:8           | Real Saragossa           | 1:2      | 1:6       |
| CD Badajoz               | 5:3           | CD Don Benito            | 4:2      | 1:1       |
| Real Jaén                | 1:6           | AD Almería               | 1:3      | 0:3       |

- AD Ceuta erhielt ein Freilos.

## Zweite Runde
Die Hinspiele wurden am 21., 22. und 28. Oktober, die Rückspiele am 28. Oktober sowie am 4. und 5. November 1981 ausgetragen.
|                        | Gesamt        |                          | Hinspiel | Rückspiel |
| ---------------------- | ------------- | ------------------------ | -------- | --------- |
| Cultural Leonesa       | 0:3           | Sporting Gijón           | 0:0      | 0:3       |
| Racing Santander       | 0:0 3:5 i. E. | Gran Peña Celtista       | 0:0      | 0:0       |
| Bilbao Athletic        | 1:4           | Real Sociedad            | 1:3      | 0:1       |
| CD Aurrerá de Vitoria  | 0:3           | Athletic Bilbao          | 0:2      | 0:1       |
| SD Eibar               | 2:4           | CA Osasuna               | 1:2      | 1:2       |
| CD Logroñés            | 0:5           | Real Saragossa           | 0:1      | 0:4       |
| Gimnàstic de Tarragona | 1:3           | RCD Español              | 0:0      | 1:3       |
| CD Denia               | 0:8           | CD Castellón             | 0:4      | 0:4       |
| CD Manchego            | 1:5           | Atlético Madrid          | 1:5      | 0:0       |
| Astorga CF             | 1:5           | Real Valladolid          | 0:2      | 1:3       |
| FC Algeciras           | 1:5           | Betis Sevilla            | 1:1      | 0:4       |
| FC Cádiz               | 2:3           | AD Ceuta                 | 2:1      | 0:2       |
| UD Lanzarote           | 0:5           | UD Las Palmas            | 0:0      | 0:5       |
| CD Murense             | 1:6           | Hércules Alicante        | 1:1      | 0:5       |
| Arousa SC              | 2:3           | Deportivo La Coruña      | 1:1      | 1:2       |
| SD Compostela          | 1:2           | Celta Vigo               | 1:1      | 0:1       |
| CD Naval               | 1:2           | Real Oviedo              | 1:0      | 0:2       |
| Deportivo Alavés       | 3:1           | FC Barakaldo             | 2:0      | 1:1       |
| CE Sabadell            | 2:4           | FC Barcelona Aficionados | 2:3      | 0:1       |
| AD Alcorcón            | 2:8           | Atlético Madrileño       | 1:2      | 1:6       |
| Torrevieja CF          | 1:3           | Real Murcia              | 0:1      | 1:2       |
| Cartagena FC           | 1:3           | FC Elche                 | 0:0      | 1:3       |
| Recreativo Huelva      | 4:5           | Sevilla Atlético         | 3:2      | 1:3       |
| CD Martos              | 5:3           | AD Almería               | 1:0      | 4:3       |
| Linares CF             | 2:1           | FC Granada               | 2:0      | 0:1       |
| FC Córdoba             | 1:4           | CD Málaga                | 0:0      | 1:4       |
| CD Binéfar             | 5:4           | CD Sangüesa              | 4:1      | 1:3       |
| FC Barcelona Atlètic   | 5:3           | UE Figueres              | 5:1      | 0:2       |
| CD San Andrés          | 3:5           | CD Teneriffa             | 2:2      | 1:3       |
| Rayo Vallecano         | 3:1           | CP Cacereño              | 2:0      | 1:1       |
| Levante UD             | 7:2           | Catarroja CF             | 2:1      | 5:1       |
| FC Palencia            | 2:2 6:7 i. E. | UD Salamanca             | 1:1      | 1:1       |
| CD Atlético Ciudadela  | 1:7           | RCD Mallorca             | 1:4      | 0:3       |
| Castilla CF            | 1:0           | CD Badajoz               | 0:0      | 1:0       |

## Dritte Runde
Die Hinspiele wurden am 24. und 25. November sowie am 9. Dezember, die Rückspiele am 8., 9., 10. und 23. Dezember 1981 ausgetragen.
|                          | Gesamt        |                      | Hinspiel | Rückspiel |
| ------------------------ | ------------- | -------------------- | -------- | --------- |
| Athletic Bilbao          | 3:0           | FC Barcelona Atlètic | 2:0      | 1:0       |
| Atlético Madrileño       | 3:1           | Castilla CF          | 1:0      | 2:1       |
| FC Barcelona Aficionados | 3:4           | Atlético Madrid      | 1:1      | 2:3       |
| Celta Vigo               | 1:1 4:5 i. E. | Deportivo Alavés     | 1:0      | 0:1       |
| Deportivo La Coruña      | 2:2 4:3 i. E. | CD Teneriffa         | 2:1      | 0:1       |
| FC Elche                 | 4:1           | Gran Peña Celtista   | 2:0      | 2:1       |
| RCD Español              | 2:6           | Real Saragossa       | 1:4      | 1:2       |
| UD Las Palmas            | 6:1           | Levante UD           | 6:1      | 0:0       |
| Linares CF               | 3:6           | Betis Sevilla        | 1:1      | 2:5       |
| CD Málaga                | 3:2           | AD Ceuta             | 3:2      | [ 3 ]     |
| CD Martos                | 2:7           | Real Valladolid      | 1:1      | 1:6       |
| CD Binéfar               | 5:5 2:3 i. E. | RCD Mallorca         | 3:1      | 2:4       |
| Real Murcia              | 1:2           | UD Salamanca         | 1:0      | 0:2       |
| CA Osasuna               | 2:4           | Real Sociedad        | 1:1      | 1:3       |
| Rayo Vallecano           | 2:0           | Real Oviedo          | 2:0      | 0:0       |
| Sevilla Atlético         | 3:5           | Hércules Alicante    | 0:2      | 3:3       |
| Sporting Gijón           | 4:3           | CD Castellón         | 3:1      | 1:2       |

## Vierte Runde
Die Hinspiele wurden am 6. Januar, die Rückspiele am 13. Januar 1982 ausgetragen.
|                   | Gesamt |                 | Hinspiel | Rückspiel |
| ----------------- | ------ | --------------- | -------- | --------- |
| Deportivo Alavés  | 2:4    | Atlético Madrid | 1:2      | 1:2       |
| Betis Sevilla     | 2:3    | Athletic Bilbao | 2:1      | 0:2       |
| Hércules Alicante | 2:3    | FC Elche        | 2:1      | 0:2       |
| RCD Mallorca      | 0:2    | UD Salamanca    | 0:0      | 0:2       |

- Freilose: Rayo Vallecano, Atlético Madrileño, CD Málaga, Deportivo La Coruña, Real Sociedad, Sporting Gijón, Real Valladolid, Real Saragossa und UD Las Palmas.

## Achtelfinale
Die Hinspiele wurden am 20. und 21. Januar, die Rückspiele am 27. und 28. Januar 1982 ausgetragen.
|                     | Gesamt |                 | Hinspiel | Rückspiel |
| ------------------- | ------ | --------------- | -------- | --------- |
| Atlético Madrid     | 1:0    | FC Barcelona    | 1:0      | 0:0       |
| Atlético Madrileño  | 0:2    | Rayo Vallecano  | 0:0      | 0:2       |
| Deportivo La Coruña | 4:3    | FC Elche        | 2:1      | 2:2       |
| UD Las Palmas       | 2:5    | Athletic Bilbao | 1:1      | 1:4       |
| CD Málaga           | 2:6    | Real Madrid     | 1:1      | 1:5       |
| Real Sociedad       | 5:3    | Real Valladolid | 3:3      | 2:0       |
| Sporting Gijón      | 6:2    | FC Valencia     | 6:1      | 0:1       |
| Real Saragossa      | 3:2    | UD Salamanca    | 3:0      | 0:2       |

## Viertelfinale
Die Hinspiele wurden am 3. Februar, die Rückspiele am 17. und 18. Februar 1982 ausgetragen.
|                     | Gesamt        |                 | Hinspiel | Rückspiel |
| ------------------- | ------------- | --------------- | -------- | --------- |
| Athletic Bilbao     | 3:3 2:4 i. E. | Real Sociedad   | 1:0      | 2:3       |
| Deportivo La Coruña | 1:2           | Sporting Gijón  | 1:1      | 0:1       |
| Real Madrid         | 1:0           | Atlético Madrid | 0:0      | 1:0       |
| Real Saragossa      | 4:6           | Rayo Vallecano  | 2:1      | 2:5       |

## Halbfinale
Die Hinspiele wurden am 10. März, die Rückspiele am 31. März 1982 ausgetragen.
|                | Gesamt        |                | Hinspiel | Rückspiel |
| -------------- | ------------- | -------------- | -------- | --------- |
| Rayo Vallecano | 0:4           | Sporting Gijón | 0:1      | 0:3       |
| Real Sociedad  | 1:1 3:4 i. E. | Real Madrid    | 1:0      | 0:1       |

## Finale
| Real Madrid                                                          | Real Madrid | Sporting Gijón | Sporting Gijón |
| -------------------------------------------------------------------- | --- | --- | -------------- |
| Real Madrid                                                          | \| 13. April 1982 in Valladolid (Nuevo Estadio Municipal José Zorrilla) \| \| Ergebnis: 2:1 (1:1) \| \| Zuschauer: 30.000 \| \| Schiedsrichter: Victoriano Sánchez Arminio \|                                                        | \| 13. April 1982 in Valladolid (Nuevo Estadio Municipal José Zorrilla) \| \| Ergebnis: 2:1 (1:1) \| \| Zuschauer: 30.000 \| \| Schiedsrichter: Victoriano Sánchez Arminio \|                                                                               | Sporting Gijón |
| Real Madrid                                                          | Agustín – Isidoro San José, Andrés Sabido (46. Rafael García Cortés), Uli Stielike, José Antonio Camacho – García Hernández, Vicente del Bosque (52. Ángel), Juanito – Ito, Santillana , Laurie Cunningham Cheftrainer: Luis Molowny | José Aurelio Rivero – José Antonio Redondo, Manuel Jiménez, Antonio Maceda, Nicolás Pereda – Francisco Uría, Joaquín Alonso, Manuel Mesa, Andrés (63. José Luis Urrechu) – Abel Díaz (66. Fernando Gomes), Enzo Ferrero Cheftrainer: José Manuel Díaz Novoa | Sporting Gijón |
| Real Madrid                                                          | 1:0 Manuel Jiménez (4., ET) 2:1 Ángel (57.) | 1:1 Enzo Ferrero (36., Elfm.) | Sporting Gijón |
| Real Madrid                                                          | Uli Stielike (17.), José Antonio Camacho (27.) | José Antonio Redondo (34.) | Sporting Gijón |
| 13. April 1982 in Valladolid (Nuevo Estadio Municipal José Zorrilla) | | |                |
| Ergebnis: 2:1 (1:1)                                                  | | |                |
| Zuschauer: 30.000                                                    | | |                |
| Schiedsrichter: Victoriano Sánchez Arminio                           | | |                |